# Головченко Ігор Борисович
І́гор Бори́сович Голо́вченко  (нар. 25 травня 1960 — пом. 7 квітня 2012) — член ТПУ; народний депутат України 6-го скликання, член фракції «Блок Литвина» (з 11.2007), член Комітету з питань екологічної політики, природокористування та ліквідації наслідків Чорнобильської катастрофи (з 12.2007).

## Біографічні відомості
Народився 25 травня 1960 у Полтаві. Батько — головний інженер електромеханічного заводу, мати — вчителька.

### Освіта
1977 — загальноосвітня середня школа № 10, м. Полтава
1984 — Київський університет імені Тараса Шевченка, філософський факультет (1984). Спеціальність: філософ, викладач філософських дисциплін.
1990 — аспірантура Інституту філософії АН України
1992 — Міжнародний інститут менеджменту (МІМ-Київ), магістр ділового адміністрування (англ. Master of Business Administration MBA).

### Трудовий шлях
06.1985-11.1987 — викладач катедри філософії Полтавського кооперативного інституту.
З 11.1987 — аспірант Інституту філософії АН України
З 1990 — викладач катедри філософії Полтавського кооперативного інституту.
1991—1994 — начальник бюра маркетингу Полтавського електромеханічного заводу.
02.1994-05.2002 — у комерційних та громадських структурах міста Одеси і міста Києва.
05.2002-06.2003 — директор представництва «AS Nelgilin» (Естонія).
2003-10.2005 — заступник директора представництва «AS Nelgilin» (Естонія).
12.2005-06.2007 — генеральний директор ТОВ «Арена ріелті груп».
З 07.2007 — начальник редакційно-видавничого відділу, ТОВ «Літера Лтд».

### Політична діяльність

#### Вибори Верховної ради України 2002р.
Кандидат в народні депутати України від КПУ(о), № 2 в списку на чергових виборах Верховної ради України 31.03.2002. На час виборів: директор громадської організації «Інститут соціальних і політичних досліджень», член КПУ(о).

#### Позачергові вибори Верховної ради України 2007р.
Народний депутат України 6 скликання з 11.2007 від Блоку Литвина, № 19 у списку, член Трудової партії України.

##### Фракції
Фракція «Блок Литвина» (Народна Партія, Трудова партія України) у Верховній Раді України  — 23.11.2007-19.11.2010
Фракція Народної Партії у Верховній Раді України  — 19.11.2010-07.04.2012

##### Посади
- Член Комітету Верховної Ради України з питань екологічної політики, природокористування та ліквідації наслідків Чорнобильської катастрофи  —  26.12.2007 — 07.04.2012

- Член Тимчасової слідчої комісії Верховної Ради України з питань розслідування обставин отруєння кандидата на пост Президента України Ющенка Віктора Андрійовича та з'ясування причин і виявлення осіб, винних у зволіканні з розслідуванням кримінальної справи і передачею матеріалів до суду  —  31.03.2009 — 13.04.2010

## Проблеми зі здоров'ям та смерть
Страждав ішемічною хворобою серця.
У лютому 2005 року йому в Національному інституті серцево-судинної хірургії імені Миколи Амосова АМН України проведена операція аортокоронарного шунтування.
У лютому 2011 року в Національному інституті хірургії та трансплантології імені О. О. Шалімова проведена операція зі стентування судин серця.
Перебуваючи в басейні від серцевого нападу помер 7 квітня 2012 року.
Похований у м. Кагарлик, Київської області на міському цвинтарі.

## Особисте життя
Був одружений з Антоніною Головченко. У шлюбі народилося двоє дітей: Дарина (1984) та Катерина (2010).

## Нагороди
- Почесна грамота Верховної Ради України (2011)
- Орден святителя Миколая Чудотворця «ЗА БЛАГОДІЙНІСТЬ» (2011)